# Fjenneslev-stenen
Fjenneslev-stenen er en runesten, som blev fundet under nedrivning af kirkegårdsdiget om Fjenneslev kirke omkring 1830. Omkring 1910 blev den rejst på kirkegården, hvor den endnu står til venstre for våbenhuset. Fjenneslev-stenen har en for runesten usædvanlig form. Stenen er med sine 126 cm usædvanligt bred. I stedet for at placere indskriften på bredsiden, som det er normalt, har man valgt at placere indskriften på den ene smalside. Vi ved ikke, hvor Fjenneslev-stenens oprindeligt har stået, men det er meget nærliggende at tænke sig, at den har haft plads ved Tuelå nær det sted, som endnu i dag hedder 'Sasserbro'.
- Fjenneslev 1
- Fjenneslev 3
- Fjenneslev 4

## Indskrift
| Translitteration | + sasur : risþi : stin : an : karþi : bru : |
| Transskription   | Sassurr rēsþi stēn en gerði brō.            |
| Oversættelse     | Sasser rejste sten(en) og gjorde bro(en).   |

Indskriften løber på stenens smalside ovenfra og ned, hvilket er en usædvanlig indskriftordning på runesten. Ovenover indskriften er hugget et kors. Indskriften omhandler brobygning, som især er kendt fra de mellemsvenske områder fra begyndelsen af 1000-tallet. Der kendes også et par sikre, danske eksempler på dette, nemlig Runestenen Sandby 3 og Källstorp-stenen, som er rejst i Skåne. Det er fristende at knytte navnet Sasser til Hvide-slægten, især med tanke på, at det er Asser Rig, som er bygherre på kirken i Fjenneslev, men dette kan ikke afgøres med sikkerhed.